# Götz Altmann
Götz Altmann (* 8. Juli 1940 in Annaberg; † 8. Oktober 2024 in Schwarzenberg/Erzgeb.) war ein deutscher Volkskundler.

## Leben und Wirken
Altmann absolvierte zwischen 1954 und 1957 eine Lehre als Rundfunktechniker. Nach Erreichen der Hochschulreife an einer Volkshochschule schloss er zwischen 1962 und 1964 die Meisterausbildung an und war anschließend als Handwerksmeister tätig. An der Pädagogischen Hochschule in Halle/Saale studierte er von 1966 bis 1970 Polytechnik als Lehramt. Als Lehrer war er ab 1970 in Senftenberg tätig, bevor er 1974 Direktor des Museums Erzgebirgisches Eisen und Zinn auf Schloss Schwarzenberg wurde. Eine autodidaktische Ausbildung sowie externes Studium der Volkskunde an der Humboldt-Universität zu Berlin schloss Altmann 1985 mit der Promotion zur Thematik Technik und Sozialbeziehungen in den erzgebirgischen Hammer- und Eisenhütten vom 12. Jahrhundert bis Mitte des 19. Jahrhunderts ab.
Seinen Posten als Museumsdirektor gab Altmann 1981 auf, um als wissenschaftlicher Mitarbeiter in das Folklorezentrum Erzgebirge/Vogtland des Bezirkskabinetts für Kulturarbeit Karl-Marx-Stadt zu wechseln, wo er auch stellvertretender Leiter der Einrichtung wurde. Von 1988 bis zu seinem Eintritt in den Ruhestand im Juli 2005 war er Leiter des Folklorezentrums, das nach der Wende als Landesstelle für erzgebirgische und vogtländische Volkskultur und ab Oktober 1997 mit erweitertem Aufgabenbereich als Sächsische Landesstelle für Volkskultur fortbestand. In der DDR war er von 1979 bis 1989 Kreistagsabgeordneter und seit 1987 Vorsitzender des Arbeitskreises Volkskunde in der Gesellschaft für Heimatgeschichte für den Bezirk Karl-Marx-Stadt innerhalb des Kulturbunds.
Er veröffentlichte zahlreiche Aufsätze und Bücher hauptsächlich zu volkskundlichen Themen. Altmann war Beisitzer im Vorstand des Landesvereins Sächsischer Heimatschutz e. V. und leitete bis 2013 die Redaktion des von diesem herausgegebenen Kalenders „Sächsische Heimat.“ 2014 wurde er zum Ehrenmitglied des Vereins ernannt. Für das „große Engagement und den äußerst sensiblen Umgang mit der bedeutenden Denkmalsubstanz“ bei der Restaurierung des Hammerherrenhauses in Erla wurden er und seine Familie 2006 von der Deutschen Stiftung Denkmalschutz mit dem Bundespreis für Handwerk in der Denkmalpflege ausgezeichnet. Er lebte in Schwarzenberg, wo er im Oktober 2024 im Alter von 84 Jahren starb.